# Indotipula wulpiana
Indotipula wulpiana är en tvåvingeart som först beskrevs av Alexander 1968.  Indotipula wulpiana ingår i släktet Indotipula och familjen storharkrankar. Inga underarter finns listade i Catalogue of Life.